# Ceolred av Mercia
Ceolred av Mercia, död 716, var en engelsk monark. Han var kung av Mercia 709–716. 